# بروس إيدج
بروس إيدج (بالإنجليزية: Bruce Edge)‏ هو لاعب كرة قدم أسترالية أسترالي، ولد في 30 أبريل 1924، وتوفي في 29 سبتمبر 1994 في Kyabram ‏ في أستراليا.

## وصلات خارجية
- بروس إيدج على موقع AustralianFootball.com (الإنجليزية)
- بروس إيدج على موقع AFLtables.com (الإنجليزية)